# Jordanus de Turre
Jordanus de Turre (blühte zwischen 1313 und 1335) war Arzt und Hochschullehrer in Montpellier.
In den Akten der Universität Montpellier tauchte Jordanus de Turre 1313 erstmals auf. Eine Sammlung seiner erfolgreichsten Rezepte veröffentlichte er 1318, als sein Sohn Johannes anfing als Arzt zu praktizieren. Im Herbst des gleichen Jahres wurde er nach Barcelona gerufen, um König Jakob II. zu behandeln. Vermutlich in dieser Zeit schrieb er eine Summe über die Lepra, deren beide Teile auch gesondert überliefert sind, der erste Teil Signa leprosorum wurde in einigen Handschriften als Werk des Arnald von Villanova bezeichnet und als solches auch gedruckt. In dieser Abhandlung verwies Jordanus auf seinen eigenen heute verschollenen Kommentar zum Kanon des Avicenna, Guy de Chauliac zitierte in seiner Chirurgia magna wohl diesen Kommentar.
Weil Jordanus de Turre, zusammen mit Bernardus de Bonahora, den Kanzler Guillaume de Beziers, beleidigt hatte, wurde er 1320 vorübergehend von der Universität ausgeschlossen.
Er beschäftigte sich auch mit pharmazeutischer Theorie und vollendete 1325 die Abhandlung De adinventione graduum in medicinis simplicibus et compositis, die er seinem Sohn Johannes widmete.
Als 1335 König Alfons IV. im Sterben lag, wurde Jordanus de Turre zur Konsultation nach Barcelona geholt.
Zusammen mit drei seiner Kollegen aus Montpellier verfasste Jordanus de Turre eine Diätregel für den Bischof von Saint-Paul-Trois-Châteaux Hugues Aimery.
Einige seiner Heilmittel und -verfahren fanden Eingang in zeitgenössische Rezeptsammlungen, darunter auch Rezepte, die nicht in seiner eigenen Sammlung von 1318 enthalten sind. Ein Behandlungsverfahren des Jordanus wurde auch von Guy de Chauliac erwähnt. Der portugiesische Arzt Velasco de Taranta zitierte in seinem bis ins 17. Jahrhundert mehrfach gedruckten Werk Philonium einen heute verschollenen Kommentar des Jordanus de Turre zu Galens De morbo et accidenti.
Zwei Texte zur Harnschau (mit unterschiedlichen Initien) sind unter dem Namen Jordanus de Turre überliefert. Eine Abhandlung über Fieber wird in den Handschriften sowohl Jordanus de Turre als auch Gerhard von Solo zugeschrieben.
Die in der Handschrift Paris, Bibliothèque nationale de France, lat. 7066 ihm zugeschriebene Abhandlung über die Unfruchtbarkeit wird hingegen in der kritischen Edition einem Unbekannten zugewiesen.